# Хаян
Хаян (рос. Хаян) — улус Бичурського району, Бурятії Росії. Входить до складу Сільського поселення Єланське.
Населення — 151 особа (2015 рік).